# Gluboki (Rostow, Kamenski)
Gluboki (russisch Глубо́кий) ist eine Siedlung städtischen Typs in der Oblast Rostow in Russland mit 9880 Einwohnern (Stand 14. Oktober 2010).

## Geographie
Der Ort liegt etwa 150 km Luftlinie nordnordöstlich des Oblastverwaltungszentrums Rostow am Don, etwa 30 km von der Staatsgrenze zur Ukraine entfernt. Er befindet sich am linken Ufer der Glubokaja, eines linken Nebenflusses des Sewerski Donez.
Gluboki ist Verwaltungszentrum des Rajons Kamenski sowie Sitz der Stadtgemeinde Glubokinskoje gorodskoje posselenije, zu der außerdem die Siedlungen Kamennogorje (4 km östlich), Krutaja Gorka (7 km westlich) und Talowataja Balka (6 km nordöstlich) gehören.

## Geschichte
Der Ort entstand 1871 um eine Bahnstation, die an der in diesem Jahr durchgehend eröffneten Eisenbahnstrecke Moskau – Rostow am Don unweit einer alten Poststation errichtet worden war. In Folge trug er als Staniza wie die Bahnstation den Namen Glubokaja, nach dem Fluss.
In den 1930er-Jahren erhielt der Ort den Status einer Siedlung städtischen Typs unter der heutigen Namensform. Ab 1934 war die Siedlung Verwaltungssitz des neu geschaffenen, nach ihr benannten Rajons (Glubokinski rajon).
Im Zweiten Weltkrieg war Gluboki von 14. Juli 1942 bis 14. Januar 1943 von der deutschen Wehrmacht besetzt.
Am 1. Februar 1963 wurde der Rajon aufgelöst und an den Kamenski rajon mit Sitz in der gut 20 km südlich gelegenen namensgebenden Stadt Kamensk-Schachtinski angeschlossen. Mit Herauslösung von Kamensk-Schachtinski in einen eigenständigen Stadtkreis in den 1990er-Jahren wurde Gluboki wieder Rajonverwaltungssitz.

### Bevölkerungsentwicklung
| Jahr | Einwohner |
| ---- | --------- |
| 1939 | 14.613    |
| 1959 | 15.528    |
| 1970 | 13.991    |
| 1979 | 13.163    |
| 1989 | 12.198    |
| 2002 | 11.242    |
| 2010 | 9.880     |

Anmerkung: Volkszählungsdaten

## Verkehr
In Gluboki befindet sich die Station Glubokaja bei Kilometer 1014 der auf diesem Abschnitt 1871 eröffneten und seit 1963 elektrifizierten Bahnstrecke Moskau – Woronesch – Rostow am Don.
Östlich des Ortes führt die föderale Fernstraße M4 Don Moskau – Rostow – Noworossijsk vorbei.

## Söhne und Töchter des Ortes
- Iwan Udodow (1924–1981), Gewichtheber, erster sowjetischer Olympiasieger (1952)
- Wiktor Melnikow (* 1957), Politiker; Bürgermeister von Wolgodonsk